# بارت كونر
بارت كونر (بالإنجليزية: Bart Conner) هو لاعب جمباز فني أمريكي، ولد في 28 مارس 1958 في شيكاغو في الولايات المتحدة.

## وصلات خارجية
- بارت كونر على موقع الاتحاد الدولي للجمباز (licence) (الإنجليزية)
- بارت كونر على موقع الاتحاد الدولي للجمباز (biography) (الإنجليزية)
- بارت كونر على موقع اللجنة الأولمبية الدولية (الإنجليزية)
- بارت كونر على موقع أوليمبيديا (الإنجليزية)
- بارت كونر على موقع IMDb (الإنجليزية)
- بارت كونر على موقع إن إن دي بي (الإنجليزية)
- بارت كونر على موقع قاعدة بيانات الفيلم (الإنجليزية)